# Düsseldorf
Düsseldorf város Németországban, Észak-Rajna-Vesztfália szövetségi tartomány fővárosa. Németország egyik legnagyobb és legfontosabb városa. Jelentős közlekedési csomópont és pénzügyi központ.

## Fekvése

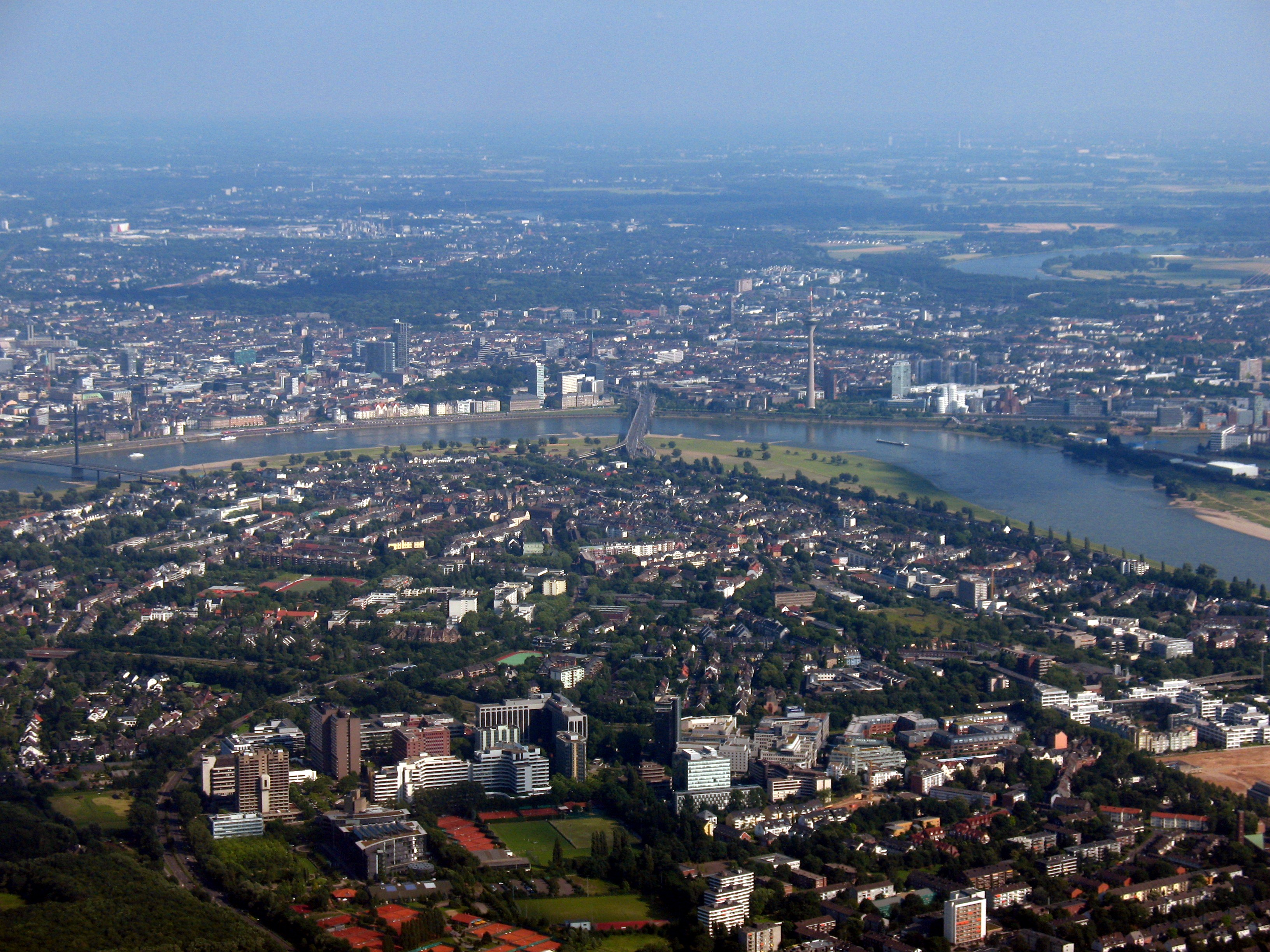
Düsseldorf légifotója

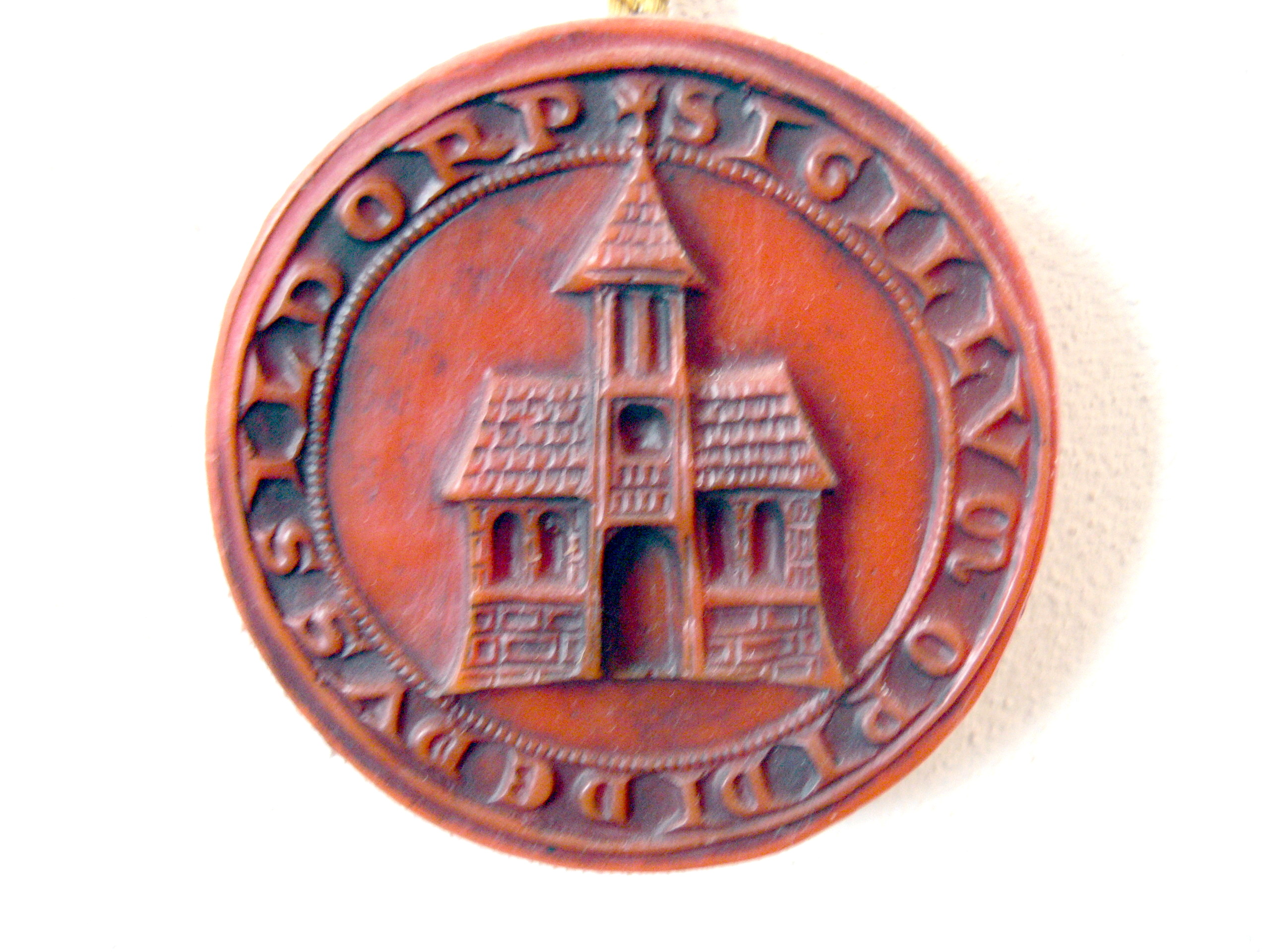
A város pecsétje 1303-ból

A szűkebb értelemben vett Ruhr-vidék délnyugati előterében, a Rajna mentén fekszik: nagyobbik része (mintegy 25 km hosszan) a jobb, kisebbik a bal parton.
Szomszédai:
- délen
  - Langenfeld és
  - Monheim am Rhein,
- keleten
  - Mettmann,
  - Erkrath és
  - Hilden
- északon
  - Duisburg és
  - Essen
  - Ratingen,
- nyugaton
  - Dormagen,
  - Neuss és
  - Meerbusch

## Közlekedés
Alapvetően fontos közlekedési gócpont, ahol öt vasútvonal fut össze. Három kikötője van a Rajnán. Düsseldorfé a harmadik legforgalmasabb német repülőtér.
Autópályái:
- A3 (E35),
- A44,
- A46,
- A52,
- A59.

## Népesség
584 217 lakosa volt 2008-ban. Az 1995-ös népszámlálás idején az akkor 572 ezer lakosú város lakóinak 15,5%-a külföldi volt.

## Nevének eredete
Nevének jelentése: düsseli falu a város mellett a Rajnába ömlő Düssel folyócskára (Düsselbach) utal. Ennek egyik, Joachim Neander prédikátorról elnevezett völgyében találták meg a neandervölgyi ember maradványait. Régi nevei: Düsseldorpe, Düsseldorp, Duseldorp.

## Története
- Düsseldorfot először 1159-ben említi egy pápai okirat.
- 1288–ban Berg grófja városi rangra emelte.
- 1511-től a Berg grófság, a Berg és Jülich hercegség, majd az Alsó-rajnai nagyállam székhelye volt.
- 1609-ben a Pfalz–Neuburg család (a neuburgi palotagróf) birtokába került.
- Ezután sok csapás érte
  - előbb a harmincéves háborúban (1618–1648),
  - majd a spanyol örökösödési háborúban (1701–1714),
- de II. János Vilmos fejedelem (1690–1716) alatt újjáépítették (de a népszerű „Jan Wellem” fia elköltöztette székhelyét a városból).
- 1794-ben a francia tüzérség jórészt lerombolta.
- 1795–1801 között Franciaországhoz tartozott.
- 1801-ben Bajorország kapta meg.
- 1805-től 1813-ig Düsseldorf volt a Napóleon által létrehozott Berg nagyhercegség székhelye.
- 1814-ben Poroszországhoz csatolták.
- 1838-ban itt avatták föl az első német vasútvonalat (Düsseldorf–Erkrath), ami a kibontakozó kőszénbányászattal együtt jelentősen hozzájárult a város gazdasági fejlődéséhez.
- Az 1870-es években egyre fontosabbá vált a vas- és acélipar, ami gyors kereskedelmi és gazdasági fellendülést hozott a városnak.
- A második világháborúban rengeteg épületét lerombolták, köztük értékes műemlékeket is.
- A háború után a város hamarosan új erőre kapott;
- 1946-tól Észak-Rajna-Vesztfália szövetségi tartomány fővárosa.

## Gazdaság

### Ipara a 19. század végén
A nagy ipari fellendülés eredményeként elsősorban a kohó- és gépipar:
- vasúti járműipar,
- gépgyártás,
- vaskohászat,
- fémtömegcikk gyártás,
- épületgépészeti cikkek stb. gyártása

fejlődött.
Emellett jelentős volt még:
- pamutszövés és -fonás,
- bőrgyártás,
- sörgyártás,
- likőrgyártás,
- kőolajipar,
- bútorgyártás,
- üvegipar,
- festékgyártás.

### Gazdasága a 21. század elején
Düsseldorf Németország legnagyobb nagyvárosi régiója, a Rajna–Ruhr-vidék egyik gazdasági központja. A Düsseldorfi Vásár évről évre számos fontos nemzetközi rendezvénynek ad otthont. Fontosabb, évről évre ismétlődő rendezvények:
- ComPaMED nemzetközi egészségügyi világfórum,
- EuroCIS kereskedelmi információs és biztonságtechnikai vásár,
- Euroshop POS marketing vásár,
- Hogatec,
- Medica Düsseldorf,
- Nemzetközi Vizuális Reklámtechnikai Szakvásár,
- OMD Online Marketing Düsseldorf,
- ProWein Düsseldorf borászati és szeszesitalvásár,
- GDS: cipők és bőráruk nemzetközi szakvására,
- Beauty International kozmetikai szakvásár,
- IMA: játék- és árusító automaták nemzetközi szakvására,
- Boot - Düsseldorf Nemzetközi hajó- és csónakkiállítás,
- HMD Herrenmode Düsseldorf nemzetközi férfidivat vásár,
- CPD Düsseldorf nemzetközi divatvásár,
- TOP HAIR INTERNATIONAL nemzetközi fodrász szakvásár

stb.
Düsseldorf a divat (egyik) németországi fellegvára.
Düsseldorf Frankfurt am Main után Németország második legnagyobb pénzügyi központja. Itt van több nemzetközi nagyvállalat:
- Metro AG,
- ThyssenKrupp,
- E.ON,
- Rheinmetall,
- Henkel,
- Degussa,
- NRW.BANK,
- WestLB,
- E-Plus,
- Vodafone Deutschland,
- ERGO Versicherungsgruppe stb.

székhelye. Itt alakult ki a kontinentális Európa legnépesebb (kb. 8 000 fős) japán kolóniája.

#### Ipar
- Düsseldorf a német hadiipar fellegvára.
- Egyéb nehézipar:
  - vaskohászat,
  - nehézgépgyártás (bányagépek, kohászati és erőművi berendezések, szerszámgépek),
  - járműgyártás (vasúti és közúti),
  - kőolajvegyipar.
- Könnyűipar:
  - üveggyártás.
- Elektronikai ipar.

## Lakosság
| Év                  | Lakosság (fő) |
| ------------------- | ------------- |
| 1632                | 5000          |
| 1703                | 8573          |
| 1792                | 18 794        |
| 1834. december 1. ¹ | 21 421        |
| 1840. december 1. ¹ | 22 477        |
| 1855. december 3. ¹ | 29 085        |
| 1858. december 3. ¹ | 38 765        |
| 1861. december 3. ¹ | 37 900        |
| 1864. december 3. ¹ | 44 300        |
| 1867. december 3. ¹ | 63 400        |
| 1871. december 1. ¹ | 69 365        |
| 1875. december 1. ¹ | 80 695        |
| 1880. december 1. ¹ | 95 458        |
| 1885. december 1. ¹ | 115 190       |

| Év                     | Lakosság (fő) |
| ---------------------- | ------------- |
| 1890. december 1. ¹    | 144 642       |
| 1895. december 2. ¹    | 175 985       |
| 1900. december 1. ¹    | 213 711       |
| 1905. december 1. ¹    | 253 274       |
| 1910. december 1. ¹    | 358 728       |
| 1916. december 1. ¹    | 354 747       |
| 1917. december 5. ¹    | 374 770       |
| 1919. október 8. ¹     | 407 338       |
| 1925. június 16. ¹     | 432 633       |
| 1933. június 16. ¹     | 498 600       |
| 1939. május 17. ¹      | 541 410       |
| 1945. december 31.     | 392 316       |
| 1946. október 29. ¹    | 420 909       |
| 1950. szeptember 13. ¹ | 500 516       |

| Év                     | Lakosság (fő) |
| ---------------------- | ------------- |
| 1956. szeptember 25. ¹ | 654 850       |
| 1961. június 6. ¹      | 702 596       |
| 1965. december 31.     | 698 007       |
| 1970. május 27. ¹      | 663 586       |
| 1975. december 31.     | 664 336       |
| 1980. december 31.     | 590 479       |
| 1985. december 31.     | 561 686       |
| 1987. május 25. ¹      | 563 531       |
| 1990. december 31.     | 575 794       |
| 1995. december 31.     | 571 030       |
| 2000. december 31.     | 569 364       |
| 2005. december 31.     | 577 416       |
| 2008. december 31.     | 584 217       |
| 2009. december 31.     | 586 217       |

¹ népszámlálás

## Városrészei

Düsseldorf városrészei a kerületek sorszámával

- Történelmi városrészek:
  - Kaiserswerth,
  - Óváros (Altstadt),
  - Újváros (Neustadt),
  - Károlyváros (Karlstadt),
  - Frigyesváros (Friedrichsstadt).
- A Rajna bal partján:
  - Lörick,
  - Heerdt,
  - Niederkassel,
  - Oberkassel.
- Új városrészek:
  - Angermund,
  - Benrath,
  - Bilk,
  - Derendorf,
  - Düsseltal,
  - Eller,
  - Flehe,
  - Flinger Nord,
  - Flinger Süd,
  - Garath,
  - Gerresheim,
  - Golzheim,
  - Grafenberg,
  - Hamm,
  - Hellerhof,
  - Himmelgeist,
  - Holthausen,
  - Hubbelrath,
  - Itter,
  - Kalkum,
  - Lichtenbroich,
  - Lierenfeld,
  - Lohausen,
  - Ludenberg,
  - Medienhafen,
  - Mörsenbroich,
  - Oberbilk,
  - Pempelfort,
  - Rath,
  - Reisholz,
  - Stockum,
  - Unterbach,
  - Unterbilk,
  - Unterrath,
  - Urdenbach,
  - Vennhausen,
  - Volmerswerth,
  - Wersten,
  - Wittlaer.

## Nevezetességei
- Híres bevásárló utcája a Königsallee (vagy ahogy a helyiek hívják: Kö – Németország leghíresebb és valószínűleg legdrágább vásárlóutcája).
- Hofgarten – régi erődítmények helyén kiépített sétahely.
- A régi erődítmények egyedüli maradványa a Berger-kapu.
- A Rajna partján kialakított sétányon (Rheinuferpromenade) platánfák sorakoznak.
- A város főtere a Vásártér (Marktplatz). Itt áll:
  - az 1567–88 között épített régi városháza (Rathaus),
  - Jan Wellem választófejedelem (1658–1716) lovasszobra.
- Egy másik jelentős tér a Burgplatz. Itt áll:
  - a Schlossturm,
  - a ferde tornyáról híres Szent Lambert-templom (Lambertuskirche, 1288–1394). Az épület gótikus, tornya román stílusú. Bent a templomban temették el a két utolsó clevei herceget.
- A Cornelius-téren (Cornelius-platz) áll:
  - Peter von Cornelius szobra és
  - egy szökőkút,
- a Schadow-téren (Schadow-platz) láthatjuk Johann Gottfried Schadow mellszobrát
- További, jelentősebb templomai:
  - Johanneskirche evangélikus templom (1881),
  - Kreuzherrenkirche (15. századi, gótikus),
  - jezsuita templom, két választófejedelem síremlékével,
  - Szent András-templom (1622–29),
  - 18. századi a Szent Maximilian katolikus templom.
  - a város Benrath negyedében álló Szent Cecília templom katolikus zarándokhely.
- Kastélyok, paloták:
  - A késő barokk stílusú, rózsaszínűre festett Benrath kastélyt (Schloss Benrath) Nicolas de Pigage építette 1755–73 között. Egyike Németország legnagyobb barokk kastélyainak. Csaknem hatvan hektáros parkjának egy része francia barokk, más része angol stílusú. A kastély mögött egy mesterséges tó vize hullámzik.
  - Rőtszakállú Frigyes palotája.
  - A Jäger-kastély akkor kapta a nevét, amikor még a választófejedelem vadászkastélya volt. Később rezidenciává rendezték be. Napóleon ezt az épületet választotta otthonául abban a négy napban, amit Düsseldorfban töltött. Ma a Várostörténeti Múzeum és a Goethe Múzeum van benne.
- A düsseldorfi egyetemet (Heinrich Heine Egyetem) 1965–ben alapították, de művészeti akadémia már 1767 óta működik itt.
- Düsseldorfban áll az első német felhőkarcoló, a Wilhem–Marx–Haus (1924).
- A tartomány miniszterelnökének székhelye az 1998-ban épült, 73 m magas Stadttor (Városkapu) irodaházban van.
- A tartomány parlamentjét (Landtag) ugyancsak egy modern épületegyüttesben helyezték el.
- A Medienhafen városrészben 1999-ben emelt épületcsoportot Frank Gehry tervezte.
- A 240,5 méter magas Rheinturm tévétorony 170 m magasan kialakított kilátó teraszáról az egész város belátható.
- A városban 18 múzeum van. A fontosabbak:
  - A várostörténeti gyűjteményt az 1752–63 között épült Vadászkastélyban rendezték be.
  - Észak-Rajna-Vesztfáliai Tartományi Múzeum gazdag Klee-gyűjteménnyel és Joseph Beuys számos alkotásával.
  - A tartományi gyűlés korábbi székhelyén, a 19. században emelt Ständehausban ma művészeti gyűjtemény látható.
  - A város híres szülötte, Heinrich Heine műveit és a költőről szóló könyveket a városi könyvtárban gyűjtötték össze.
  - A Schulstrassén van a Hetjens Múzeum (Német Kerámiamúzeum),
  - Land–múzeum,
  - Hofgärtnerhaus színházművészeti múzeum
  - Goethe-múzeum, Németország Weimar és Frankfurt am Main után harmadik leggazdagabb Goethe-gyűjteményével
  - a festőakadémia (Királyi Művészeti Akadémia) rézmetszet-, gipsz-, öntvénygyűjteménye,
  - a műcsarnokban főleg déli festők képeit gyűjtötték össze,
  - a történelmi múzeum,
  - a műipariskola iparmúzeuma.
  - Filmmúzeum (Filmmuseum).
- A Rajna kanyarjában van az emiatt sajátosan kunkorodó Majomsziget.
- Botanikus kert.
- A Nordpark látnivalói:
  - japánkert,
  - vízi állatkert (Aquazoo).
- Aktuális nevezetesség:
  - Die Toten Hosen punkrock zenekar,
  - Fortuna Düsseldorf egyszeres német bajnok és háromszoros kupagyőztes labdarúgócsapat.

## Düsseldorf jelképe
A város jelképe egy cigánykereket hányó fiúcska, akinek ábrázolásaival lépten-nyomon találkozhatunk.
E mutatvány hagyománya a várost felvirágoztató II. János Vilmos választófejedelem (Johann Wilhelm) uralkodása idején alakult ki – őt a nép egyszerűen Jan Wellemnek hívta. A legenda szerint Jan Wellem esküvője után hazafelé menet leesett a hintójának egyik kereke. Ekkor egy tízéves fiúcska hüvelykujját a kerékagyba dugva megtartotta a kereket, a szabad kezével pedig cigánykereket hányt, így haladt a hintó mellett. A hintó a nászmenet élén épségben a kastélyba érkezett, a fejedelem pedig aranydukáttal jutalmazta meg a fiút.
Ennek emlékére a város napján most is cigánykerékhányó versenyeket tartanak, és a győztesek pénzjutalmat kapnak.

## Híres düsseldorfiak
- 1832–35 között itt volt zeneigazgató Felix Mendelssohn Bartholdy.
- 1850–54 között itt volt városi karmester Robert Schumann.
- Düsseldorfban született Heinrich Heine.
- A művészeti akadémián tanult, majd tanított, e városban is halt meg Andreas Achenbach (1815–1910) német tájképfestő. Egyik főműve, A Hardangerfjord Bergennél is itt tekinthető meg.
- 1931-ig, amíg a nácik el nem bocsátották állásából, itt dolgozott és alkotott Paul Klee.
- Itt született Jürgen Habermas.

## Gasztronómia
Nevezetes barna sörei:
- „Hannen”,
- „Schlösser Alt”

A 19. század közepén a német sörfőzők többsége áttért az új stílusú, úgynevezett alsó erjesztésű (lager) sörök főzésére, Düsseldorfban és környékén megtartották a hagyományt: errefelé mindmáig az alt – azaz az „öreg” – sörök népszerűek.
Az alt rokonához, az angol ale-hez hasonlóan felső erjedésű sör. A düsseldorfi sörfőzők szerint a sör akkor dúsul, ha hosszabb ideig hideg helyen tárolják, mert az alacsony hőmérsékleten tisztul, és utána kevésbé karcos. Így hát az altbiert déli rokonához, a kölschhöz hasonlóan melegen erjesztik, és utána egy-két hónapig hidegben érlelik, pihentetik.
Mindezért a bronz- vagy sötét rézszínű düsseldorfi altok karaktere teljesen különbözik a megszokott sörfajtákétól: finoman kesernyés, és egyúttal savanykás, erőteljes malátaízzel.
A legnagyobb gyártók:
- az issumi Diebels, az InBev csoport tagja és
- a Warsteinerhez tartozó Frankenheim.

Kisebb helyi főzdék:
- Schumacher,
- Füchschen,
- Schlüssel,
- Uerige.

## Polgármesterek
| | |
| - 1815–1820: Engelbert Schramm - 1820–1822: Lambert Josten - 1822–1824: Joseph Molitor - 1824: Leopold Custodis - 1824–1828: Friedrich Adolf Klüber - 1828–1833: Philipp Schöller - 1833–1848: Joseph von Fuchsius - 1848–1849: Wilhelm Dietze - 1849: Ludwig Viktor Graf von Villers - 1849–1876: Ludwig Hammers - 1876–1886: Friedrich Wilhelm von Becker - 1886–1898: Ernst Heinrich Lindemann - 1899–1910: Wilhelm Marx - 1911–1919: Adalbert Oehler - 1919–1924: Emil Köttgen - 1924–1933: Robert Lehr - 1933–1937: Hans Wagenführ - 1937: Otto Liederley - 1937–1939: Helmut Otto | - 1939–1945: Carl Haidn - 1945: Werner Keyßner - 1945: Wilhelm Fullenbach - 1945–1946: Walter Kolb - 1946–1947: Karl Arnold - 1947–1956: Josef Gockeln - 1956–1959: Georg Glock - 1960–1961: Willi Becker - 1961: Fritz Vomfelde - 1961–1964: Peter Müller - 1964–1974: Willi Becker - 1974–1979: Klaus Bungert - 1979–1984: Josef Kürten - 1984–1994: Klaus Bungert - 1994–1999: Marie-Luise Smeets - 1999–2008: Joachim Erwin - 2008–2014: Dirk Elbers - 2014–2020: Thomas Geisel - 2020-tól: Stephan Keller |

## Testvérvárosok
- Reading (Egyesült Királyság)
- Haifa (Izrael)
- Chemnitz (Németország)
- Varsó (Lengyelország)
- Csungking (Kína)
- Palermo (Olaszország)
- Csiba prefektúra (Japán)
- Moszkva (Oroszország): Jelenleg az ukrajnai orosz invázió miatt felfüggesztették.

## Képgaléria

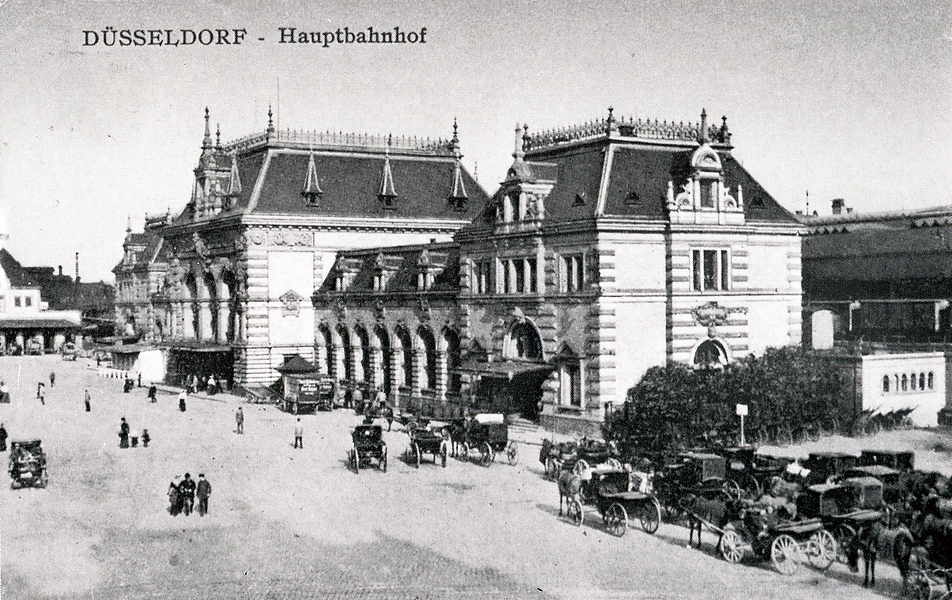
A régi főpályaudvar 1900-ban
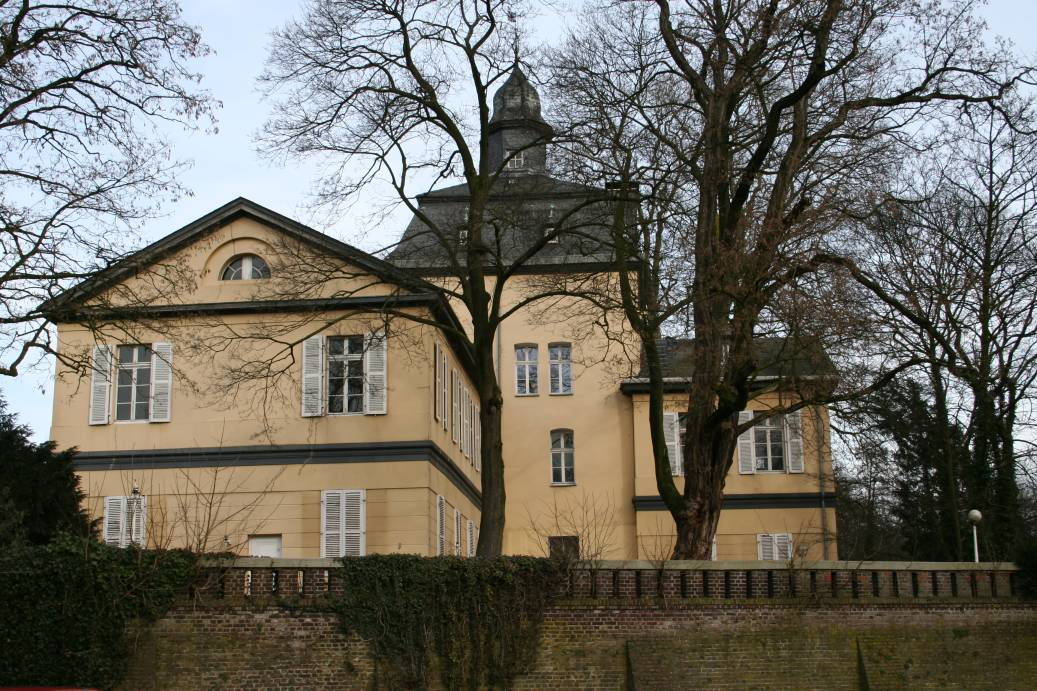
Az Eller kastély
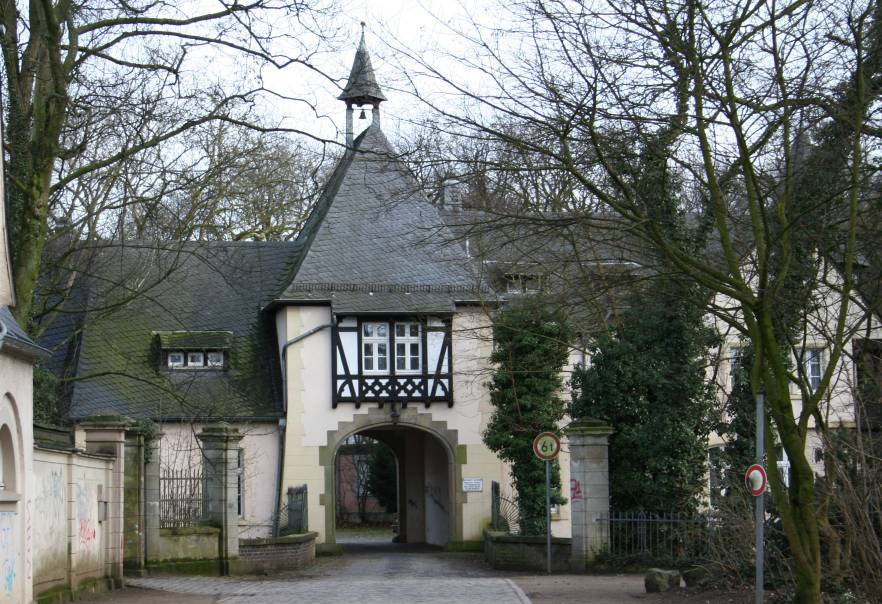
Az Eller kastély kaputornya
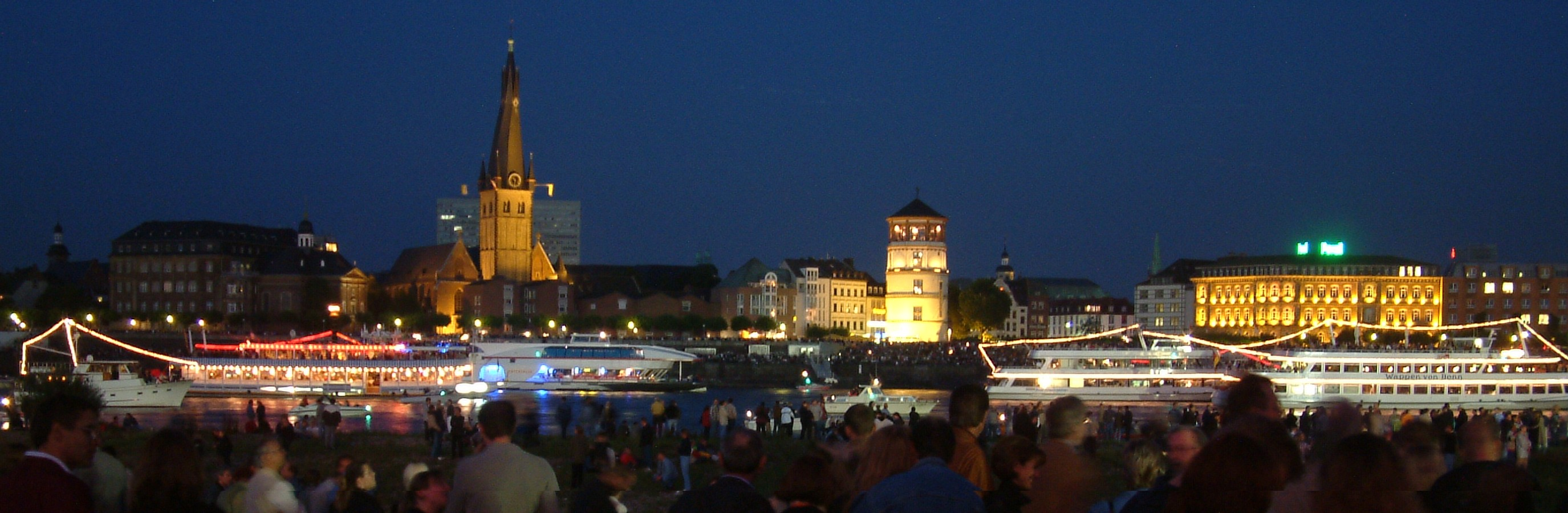
Az óváros a Rajna felől
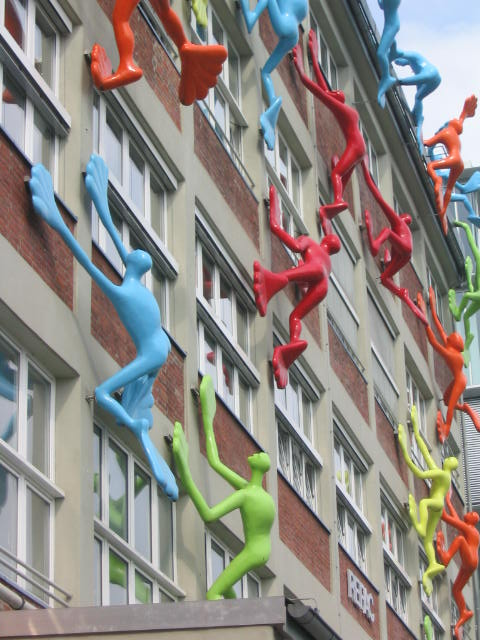
Lakóház a Medienhafen városrészben
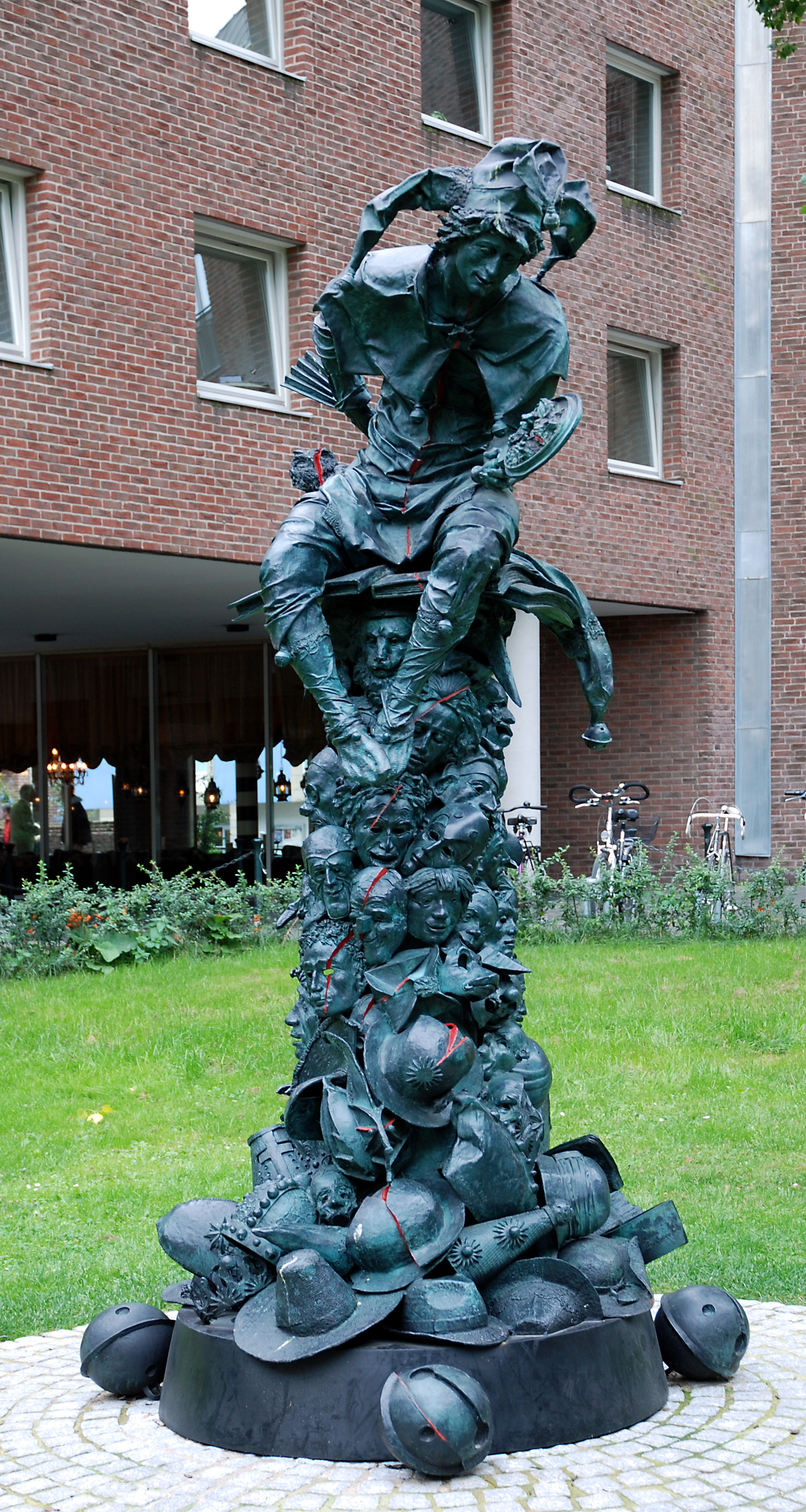
Thyl Eulenspiegel szobra
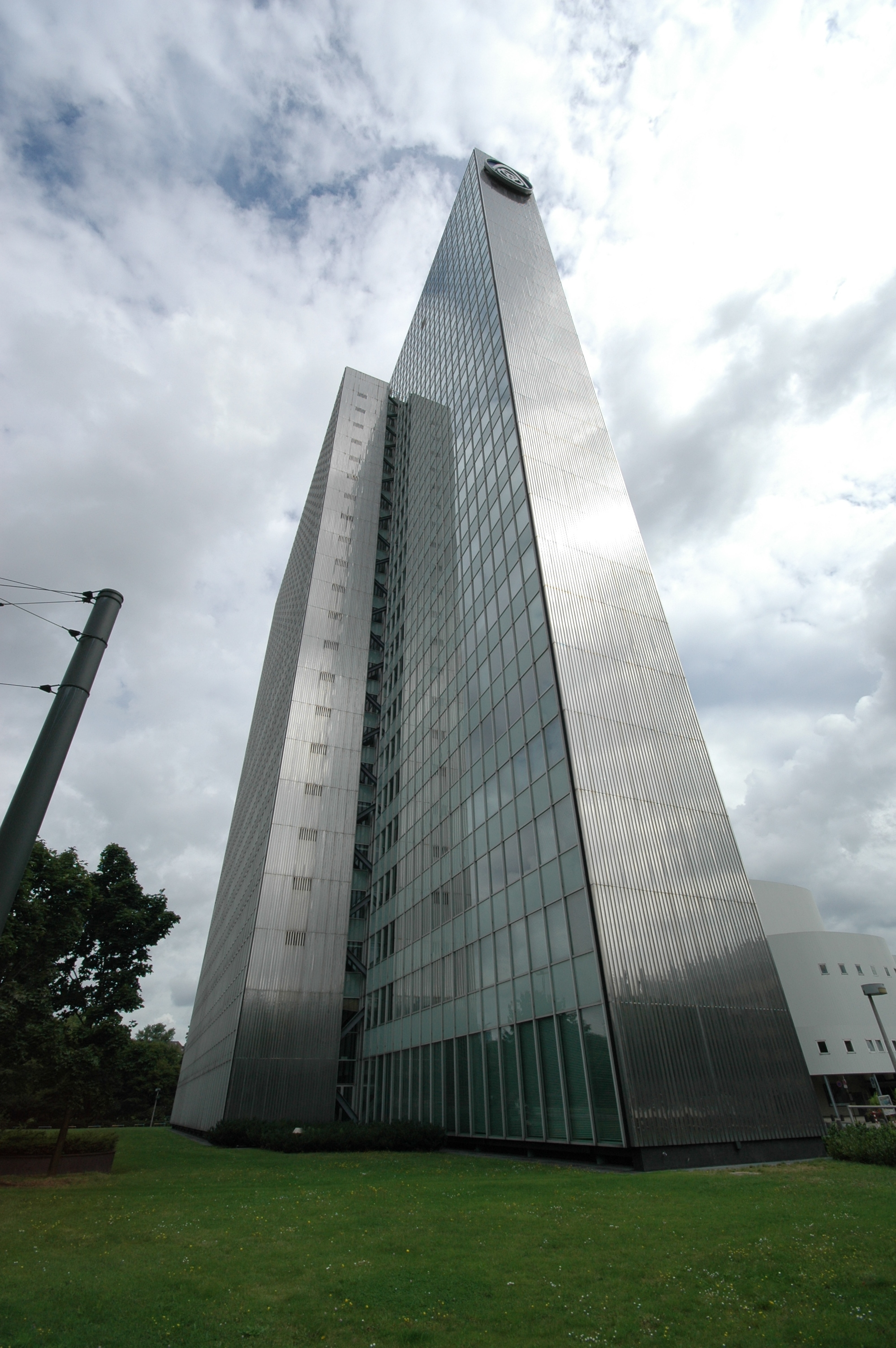
A Thyssen-palota
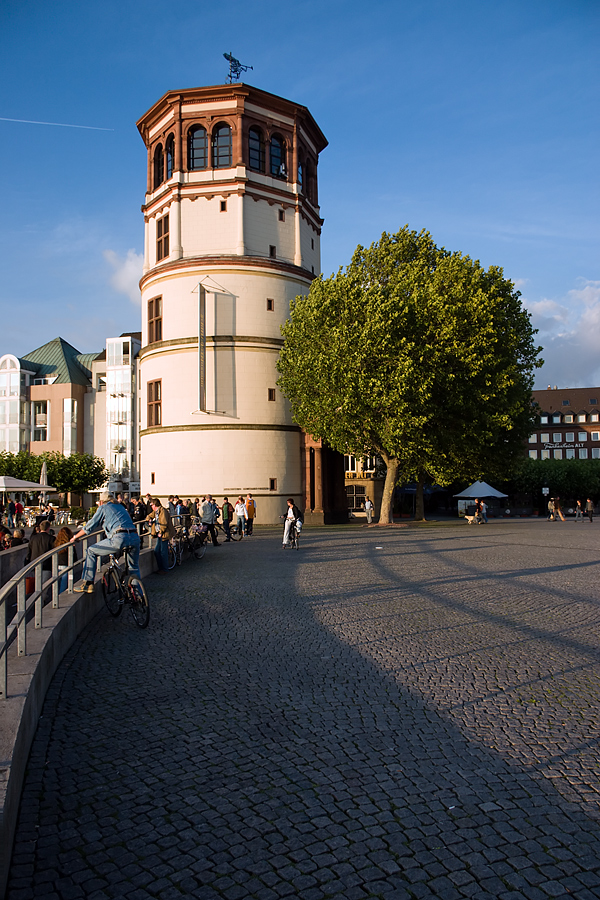
A Schlossturm
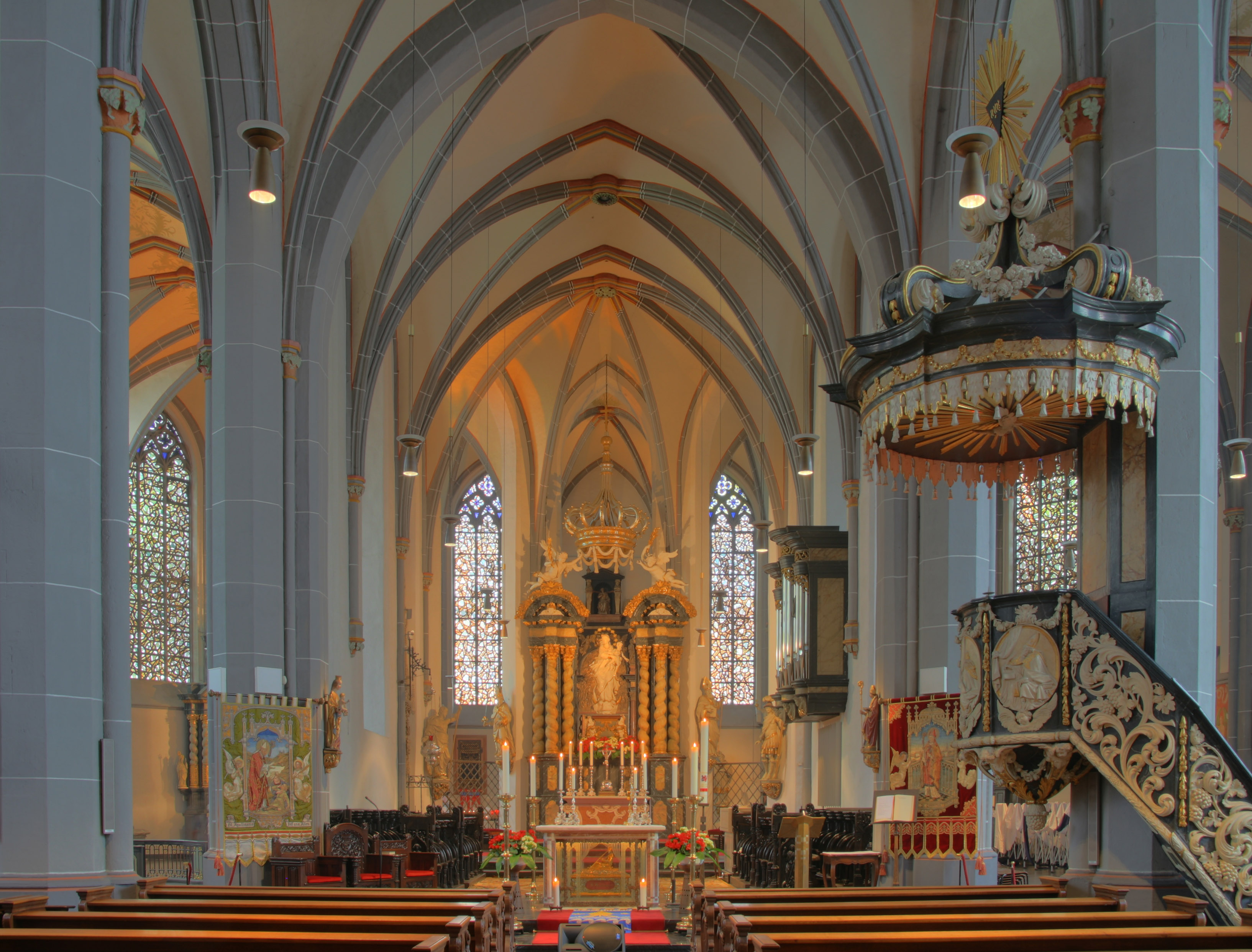
A Szent Lambert templom
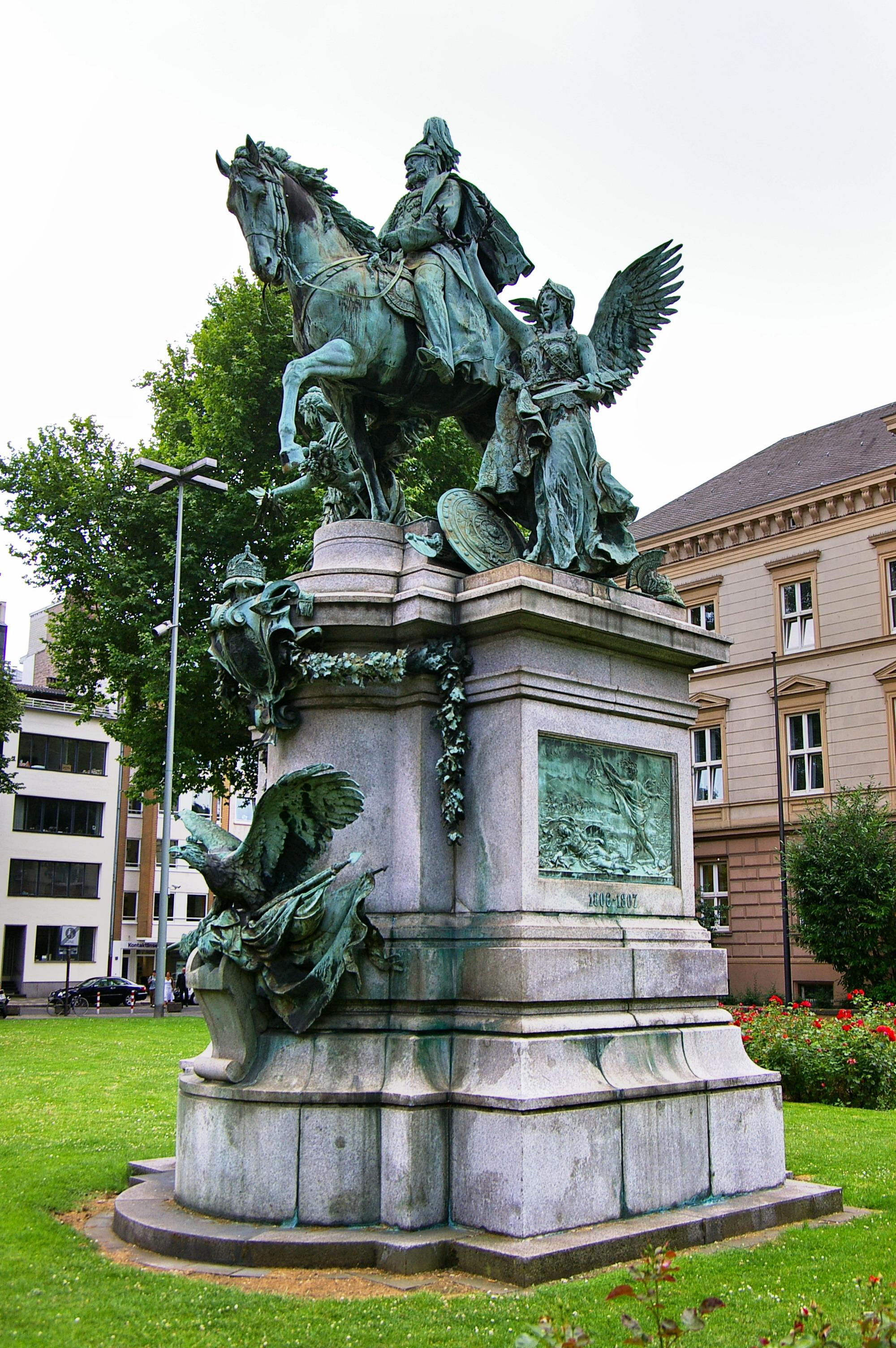
Karl Janssen: Jan Wellem lovasszobra
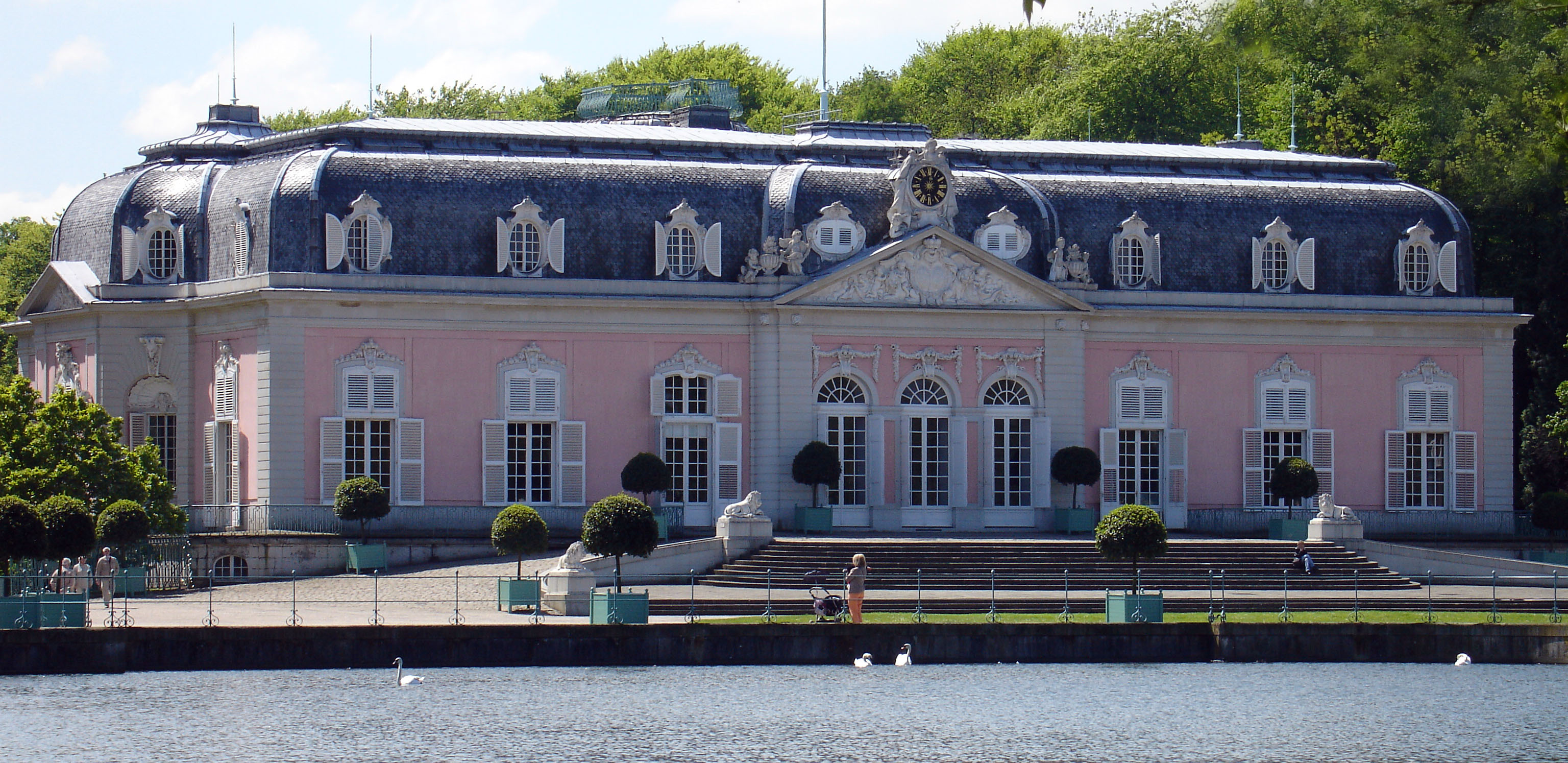
A Benrath kastély
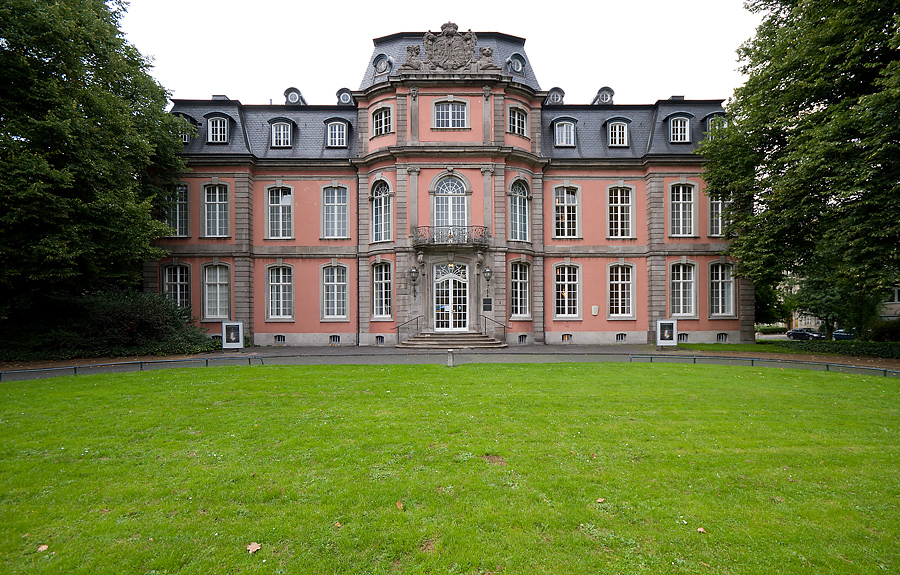
A Vadászkastély homlokzata
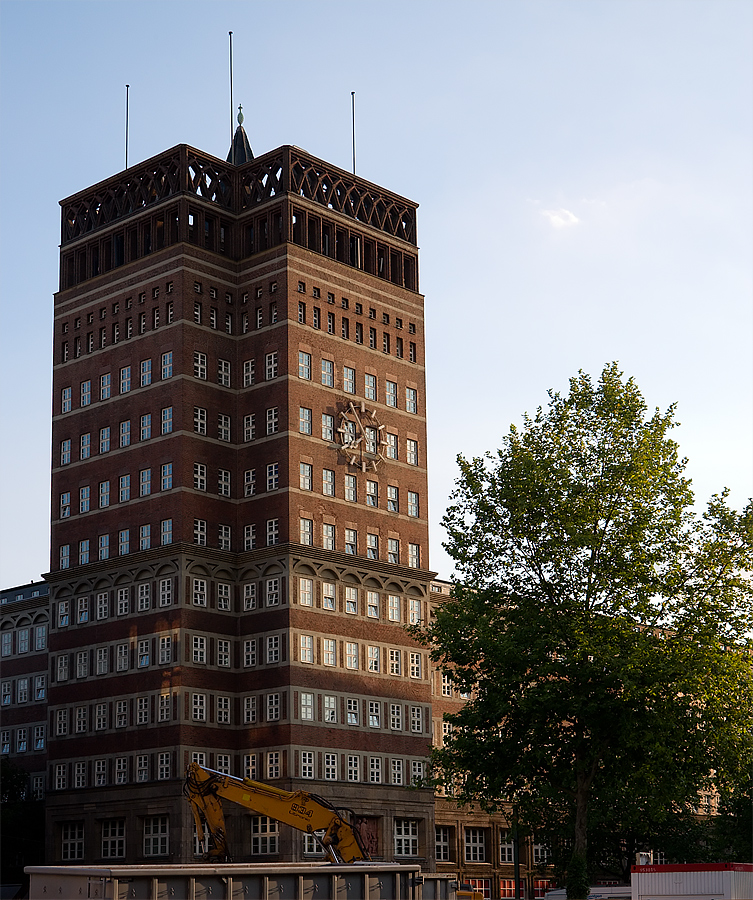
A Wilhelm-Marx-Haus
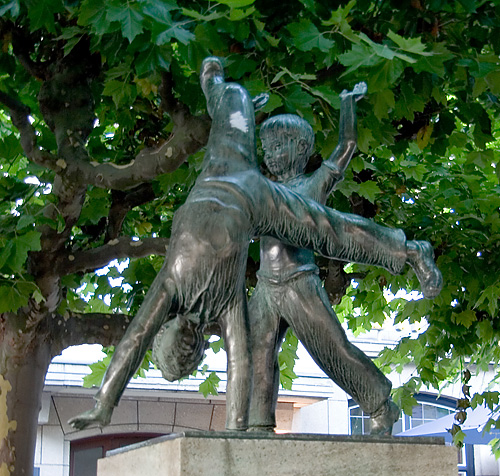
Alfred Zschorsch: A cigánykerekező fiú
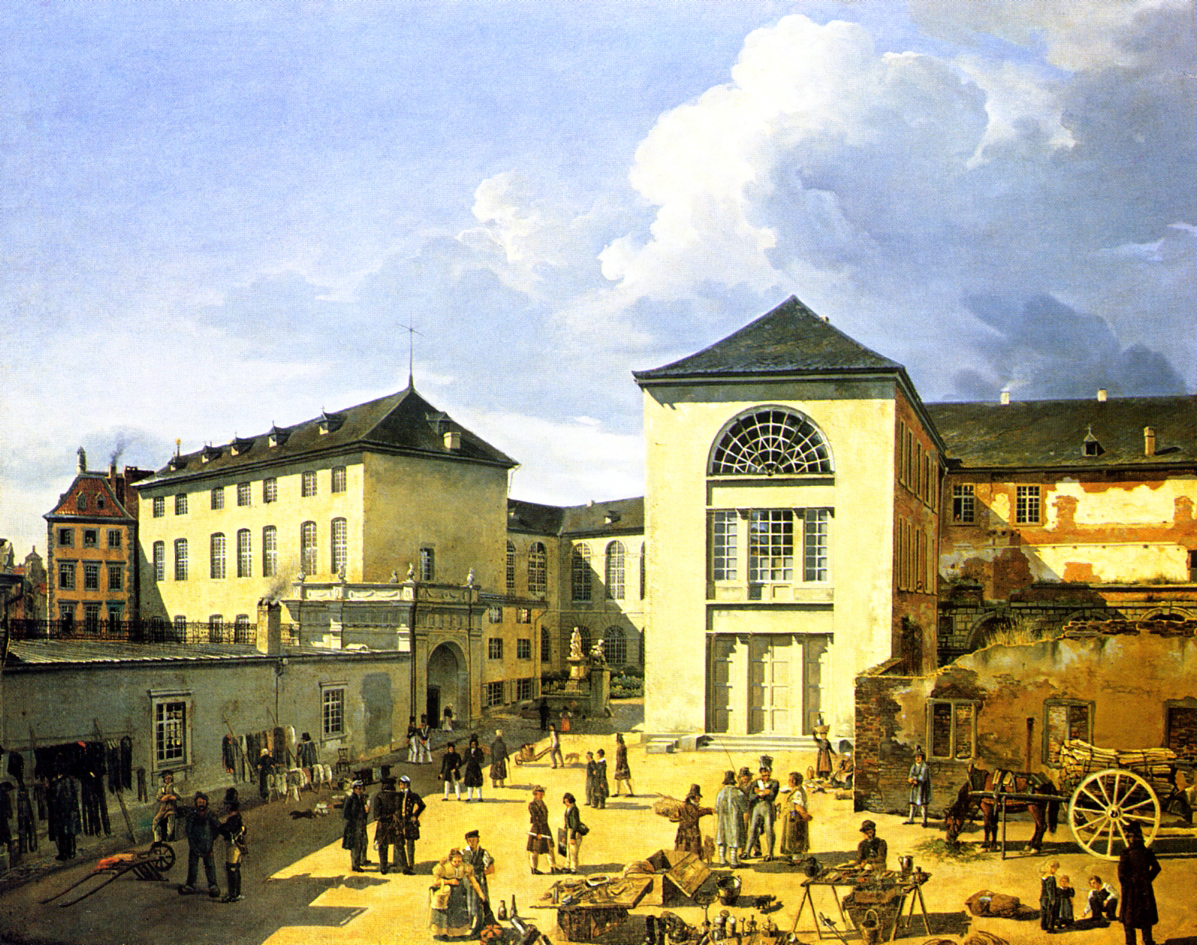
Andreas Achenbach: A régi Művészeti Akadémia Düsseldorfban (1831)
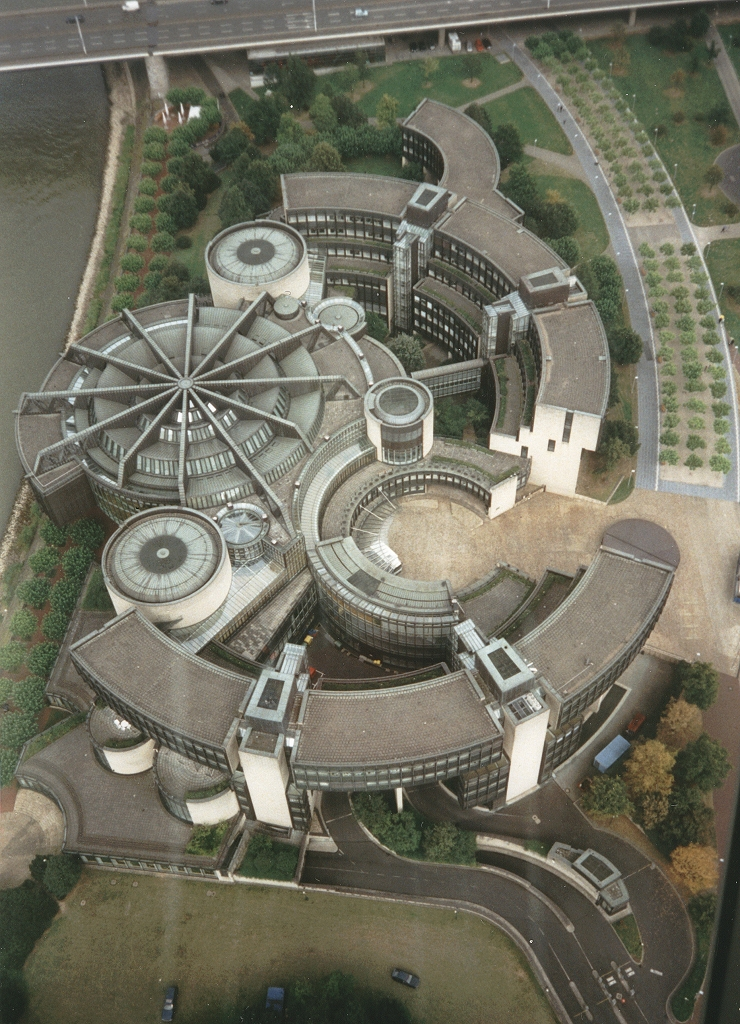
A tartományi gyűlés épülettömbje
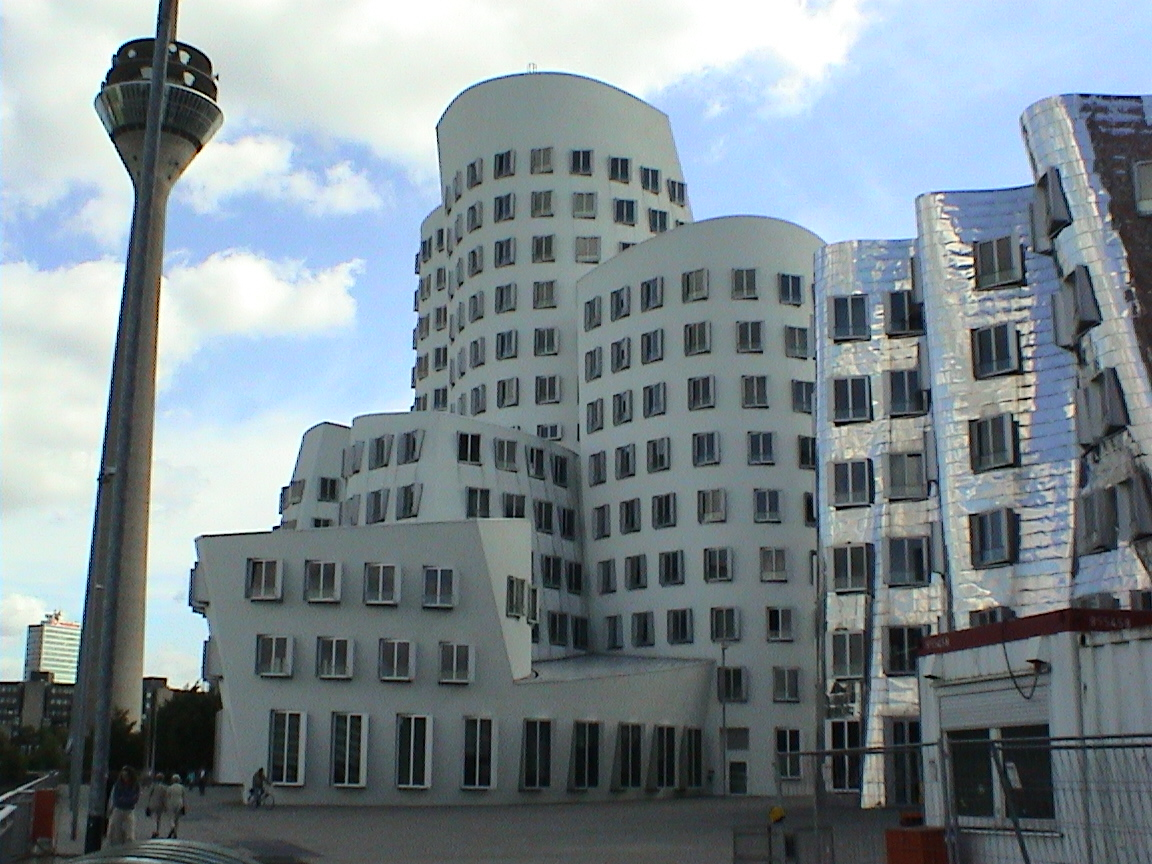
Frank Gehry épületcsoportja és a Rheinturm
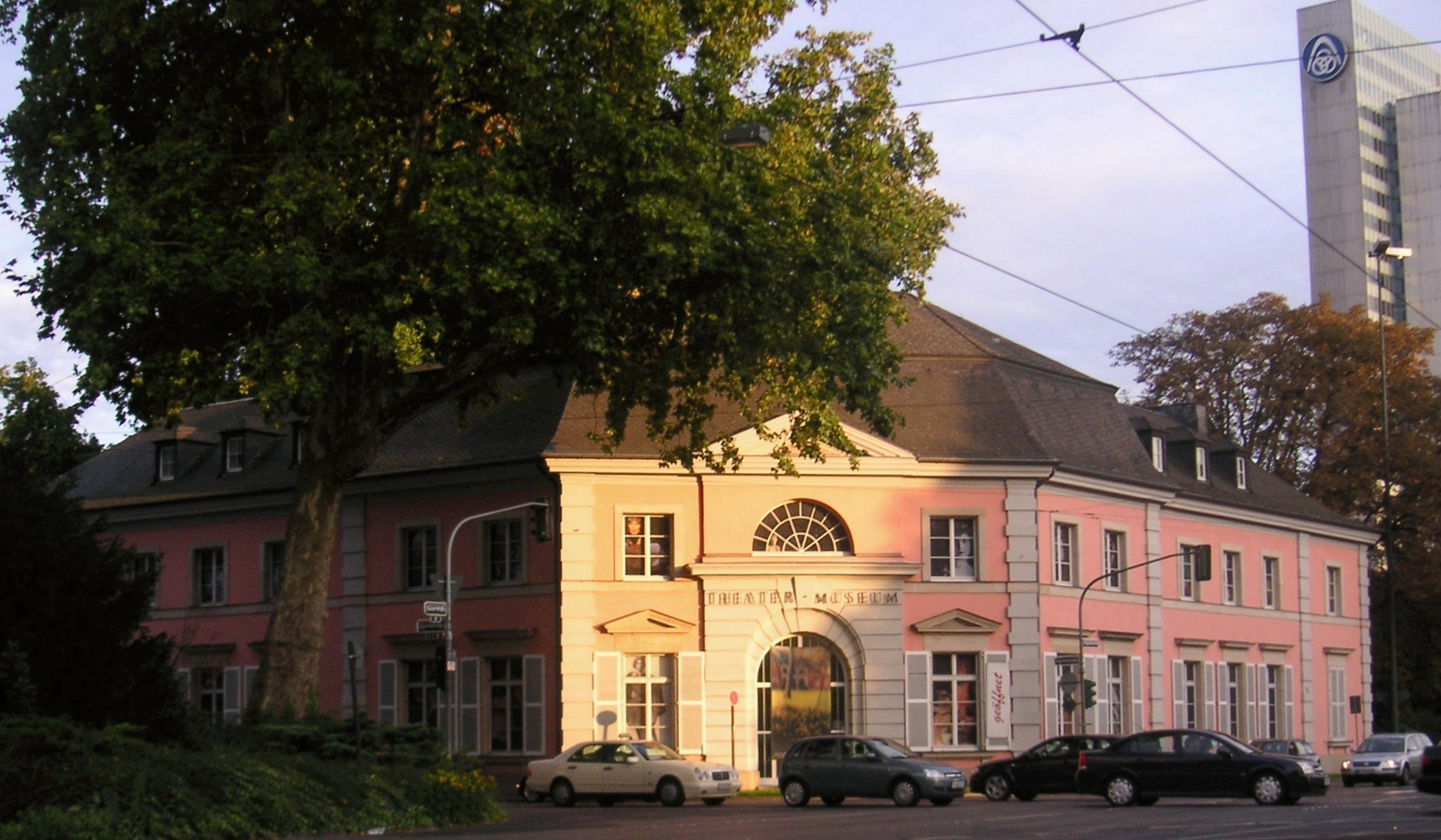
A Hofgärtnerhaus színházművészeti múzeum